# Docidomyia victoriana
Docidomyia victoriana är en tvåvingeart som beskrevs av Paramonov 1951. Docidomyia victoriana ingår i släktet Docidomyia och familjen svävflugor. Inga underarter finns listade i Catalogue of Life.